# Cociella somaliensis
Cociella somaliensis är en fiskart som beskrevs av Knapp, 1996. Cociella somaliensis ingår i släktet Cociella och familjen Platycephalidae. Inga underarter finns listade i Catalogue of Life.